# Liste der Ortsbezeichnungen der Falklandinseln
Die Falklandinseln (selten auch Malwinen, vom französischen Îles Malouines englisch Falkland Islands, spanisch Islas Malvinas) werden sowohl von Großbritannien als auch von Argentinien beansprucht, und für die meisten Orts- und Flurnamen gibt es sowohl eine englische als auch eine spanische Variante. Die spanischen Varianten werden außerhalb von Argentinien kaum verwendet.

## Karten in beiden Sprachen
|  |  |

## Inseln
| Englisch          | Spanisch                   | Weitere historische Namen                                                 | Lage                                                        |
| Barren Island     | Isla Pelada                | -                                                                         | südlich Ostfalkland                                         |
| Beauchene Island  | Isla Beauchene             | -                                                                         | 70 km südlich der Inselgruppe                               |
| Beaver Island     | Isla San Rafael            | -                                                                         | nordwestlich Weddell Island                                 |
| Bird Island       | Isla Pájaro                | -                                                                         | südwestlich Westfalkland                                    |
| Bleaker Island    | Isla María                 | -                                                                         | südöstlich Ostfalkland                                      |
| Carcass Island    | Isla del Rosario           | -                                                                         | nordwestlich Westfalkland                                   |
| Eddystone Rock    | Roca Remolinos             | -                                                                         | nördlich des Falklandsounds                                 |
| East Falkland     | Isla Soledad               | -                                                                         | östliche Hauptinsel                                         |
| Falkland Islands  | Islas Malvinas             | Davisinseln, Hawkins’ Maidenland, Sebald Eilands, Les Nouvelles Malouines | Südatlantik                                                 |
| George Island     | Isla Jorge                 | -                                                                         | südwestlich Ostfalkland                                     |
| Great Island      | Isla Grande                | -                                                                         | Falklandsound                                               |
| Jason Islands     | Islas Sebaldes             | -                                                                         | nordwestlich Westfalkland                                   |
| -                 | Islas los Salvajes         | -                                                                         | Jason Islands (Grand Jason und Steeple Jason)               |
| -                 | Islas las Llaves           | -                                                                         | Jason Islands (Flat Jason, Seal Rocks and North Fur Island) |
| Keppel Island     | Isla Vigía                 | -                                                                         | nordwestlich Westfalkland                                   |
| Kidney Island     | Isla Celebroña             | -                                                                         | östlich Ostfalkland                                         |
| Lively Island     | Isla Bougainville          | -                                                                         | östlich Ostfalkland                                         |
| New Island        | Isla de Goicoechea         | -                                                                         | nordwestlich Weddell Island                                 |
| Passage Islands   | Islas del Pasaje           | -                                                                         | westlich Westfalkland                                       |
| Pebble Island     | Isla Borbón                | -                                                                         | nördlich Westfalkland                                       |
| Ruggles Island    | Isla Calista               | -                                                                         | Falklandsound                                               |
| Saunders Island   | Isla Trinidad              | -                                                                         | nördlich Westfalkland                                       |
| Sea Lion Island   | Isla de los Leones Marinos | -                                                                         | südlich Ostfalkland                                         |
| Sedge Island      | Isla Culebra               | -                                                                         | nordwestlich von Westfalkland                               |
| Speedwell Island  | Isla Águila                | Eagle Island                                                              | südwestlich Ostfalkland                                     |
| Staats Island     | Isla Staats                | -                                                                         | zwischen Beaver Island und Weddell Island                   |
| Swan Islands      | Isla Cisne                 | -                                                                         | zentraler Falklandsound                                     |
| Weddell Island    | Isla San José              | Swan Island                                                               | südwestlich Westfalkland                                    |
| West Point Island | Isla Remolinos             | Albatros Island                                                           | westlich Westfalkland                                       |
| West Falkland     | Gran Malvina               | -                                                                         | westliche Hauptinsel                                        |

## Ortschaften
| Englisch          | Spanisch                                | Insel           | Einwohner                   |
| Chartres          | Chartres                                | Westfalkland    | > 35                        |
| Darwin            | Puerto Darwin                           | Ostfalkland     | 7                           |
| Dunnose Head      | Director Dunnose oder Cabeza Dunnose    | Westfalkland    | 5                           |
| Fitzroy           | -                                       | Ostfalkland     |                             |
| Fox Bay           | Bahía de Zorro                          | Westfalkland    | > 35                        |
| Goose Green       | Ganso Verde (auch: Prado del Ganso)     | Ostfalkland     | 40 (Drittgrößter Ort)       |
| Hill Cove         | Cerro Cove                              | Westfalkland    | 16                          |
| Johnson’s Harbour | Puerto Johnson                          | Ostfalkland     |                             |
| North Arm         | Brazo Norte                             | Lafonia         | 25                          |
| Mount Pleasant    |                                         | Ostfalkland     | 1000–2000 (Militärpersonal) |
| Port Egmont       | Puerto Egmont                           | Saunders Island |                             |
| Port Howard       | Puerto Mitre                            | Westfalkland    | 22                          |
| Port Louis        | Puerto Soledad (auch: Puerto Luis)      | Ostfalkland     |                             |
| Port San Carlos   | Puerto San Carlos                       | Ostfalkland     | 30                          |
| Salvador          | Bahía de la Maravilla                   | Ostfalkland     |                             |
| San Carlos        | -                                       | Ostfalkland     |                             |
| Stanley           | Puerto Argentino (auch: Puerto Stanley) | Ostfalkland     | 2460 (Größter Ort)          |
| Teal Inlet        | Caleta Trullo                           | Ostfalkland     |                             |
| Weddell           | Isla San José                           | Weddell Island  |                             |

## Weitere geografische Bezeichnungen
| Englisch                   | Argentinisch                                 | Lage                                                                    | Art                                    |
| Adventure Sound            | Bahía del Laberinto auch Puerto Aventura     | südöstliches Ostfalkland                                                | Fjord                                  |
| Berkeley Sound             | Bahía de la Anunciación                      | nordöstliches Ostfalkland                                               | Bucht                                  |
| Bay of Harbours            | Bahía de los Abrigos                         | südsüdöstliches Ostfalkland                                             | Fjord                                  |
| Byron Sound                | Bahía San Francisco de Paula                 | zwischen Westfalkland, Saunders Island und Carcass Island               | Wasserstraße                           |
| Cape Dolphin               | Cabo Leal                                    | Nordspitze Ostfalklands                                                 | Kap                                    |
| Cape Meredith              | Cabo Belgrano                                | Südspitze Westfalklands                                                 | Kap                                    |
| Chatham Harbour            | Puerto de San Joseph auch Puerto de San José | Weddell Island                                                          | Bucht                                  |
| Choiseul Sound             | Seno Choiseul                                | östliches Ostfalkland                                                   | Fjord                                  |
| Eagle Passage              | Canal Águila                                 | zwischen Speedwell Island, George Island, Beaver Island und Ostfalkland | Wasserstraße                           |
| Elephant Bay               | Bahía Elefante Marino                        | nördlich von Pebble Island                                              | Bucht                                  |
| Falklandsound              | Estrecho de San Carlos                       | zwischen Ost- und Westfalkland                                          | Wasserstraße                           |
| Fitz Roy River             | Río Fitz Roy                                 | im Nordosten Ostfalklands                                               | Fluss                                  |
| Foul Bay                   | Ensenada del Noroeste auch Bahía Sucia       | nordwestliches Ostfalkland                                              | Bucht                                  |
| Grandham Sound             | Bahía de Ruiz Puente                         | westliches Ostfalkland                                                  | Bucht                                  |
| Hornby Mountains           | Montes Hornby                                | Westfalkland                                                            | Gebirge                                |
| King George Bay            | Bahía Nueve de Julio                         | westliches Westfalkland                                                 | Bucht                                  |
| Lafonia                    | -                                            | Ostfalkland                                                             | Südteil der Insel                      |
| Mount Adam                 | Monte Independencia                          | Westfalkland                                                            | höchster Berg Westfalklands            |
| Mount Robinson             | -                                            | Westfalkland                                                            | zweithöchster Berg Westfalklands       |
| Mount Usborne              | Cerro Alberdi                                | Ostfalkland                                                             | höchster Berg der Inselgruppe          |
| Port Darwin                | Puerto Darwin                                | östliches Ostfalklands                                                  | nordwestlicher Teil des Choiseul Sound |
| Port North / North Harbour | Puerto Norte                                 | westliches Westfalkland                                                 | Bucht                                  |
| Queen Charlotte Bay        | Bahía San Julián                             | zwischen Westfalkland und Weddell Island                                | Bucht                                  |
| Smylie channel             | Canal Colón                                  | zwischen Weddell Island und Westfalkland                                | Wasserstraße                           |